# Materdomini (Caposele)
Materdomini è una frazione del comune di Caposele, in provincia di Avellino.

## Geografia fisica
Situata a 595 m s.l.m. in cima ad una collina che domina l'inizio dell'alta valle del Sele, ha una popolazione di 735 abitanti.

## Storia
Il luogo prende il nome da un'antica cappella dedicata a Santa Maria Materdomini di origine remota. Prime testimonianze scritte dell'esistenza di questa cappella esistono solo a partire dai primi anni del Cinquecento.
Nel 1742 la cappella venne affidata da Mons. Giuseppe Nicolai, arcivescovo di Conza, a Sant'Alfonso Maria de' Liguori, fondatore della Congregazione del Santissimo Redentore. Questi affiancò all'antica cappella un convento dal quale i Missionari Redentoristi partivano per la loro opera evangelizzatrice a beneficio dei paesi dell'Irpinia e della Valle del Sele. In questo convento morì il 16 ottobre 1755, all'età di ventinove anni, San Gerardo Maiella, invocato come patrono delle mamme e dei bambini.
Dopo la morte del Santo, a partire dal 1799 in poi, diverse famiglie di Caposele si sono trasferite dal capoluogo comunale sulla collina di Materdomini costruendovi le proprie case.
Anche il venerabile Domenico Blasucci morì a Materdomini, nel 1752.
Nel corso degli ultimi due secoli, perciò, accanto alla Basilica di San Gerardo Maiella si è andato formando un vero e proprio centro abitato che ha conosciuto, a causa dei crescenti flussi turistici legati al culto del Santo, un notevole incremento edilizio specialmente dagli anni cinquanta del Novecento in poi.